# Marquette Heights (Illinois)
Marquette Heights est une petite ville du comté de Tazewell, dans l'Illinois, aux États-Unis. Fondée en 1910, elle est incorporée le 6 septembre 1956. Lors du recensement de 2010, la ville comptait une population de 2 794 habitants.

## Source de la traduction
- (en) Cet article est partiellement ou en totalité issu de l’article de Wikipédia en anglais intitulé « Marquette Heights, Illinois » (voir la liste des auteurs).